# Siphoneugena delicata
Siphoneugena delicata là một loài thực vật có hoa trong Họ Đào kim nương. Loài này được Sobral & Proença mô tả khoa học đầu tiên năm 2006.